# Moravian Falls
Moravian Falls es un lugar designado por el censo ubicado en el condado de Wilkes en el estado estadounidense de Carolina del Norte. La localidad en el año 2000, tenía una población de 1.440 habitantes en una superficie de 13,2 km², con una densidad poblacional de 109,3 personas por km².

## Geografía
Moravian Falls se encuentra ubicado en las coordenadas 36°6′22″N 81°10′34″O / 36.10611, -81.17611. Según la Oficina del Censo, la localidad tiene un área total de 13,2 km² (5,1 mi²), de la cual 13,2 km² (5,1 mi²) es tierra y 0 km² (0 mi²) (0.20%) es agua.

### Localidades adyacentes
El siguiente diagrama muestra a las localidades en un radio de 12 kilómetros (7,5 mi) de Moravian Falls.

## Demografía
En el 2000 la renta per cápita promedia del hogar era de $36.607, y el ingreso promedio para una familia era de $48.906. El ingreso per cápita para la localidad era de $19.405. En 2000 los hombres tenían un ingreso per cápita de $21.911 contra $24.013 para las mujeres. Alrededor del 12.40% de la población estaba bajo el umbral de pobreza nacional.